# Ermita de Sant Cristòfol de Sant Mateu
L'Ermita de Sant Cristòfol de Sant Mateu és al cim d'una muntanya a la serra de la Vall d'Àngel, a tres quilòmetres al sud-est de la població. És una construcció de finals del segle xiv, amb una arquitectura gòtica molt senzilla, de caràcter popular.
Des de la seva localització s'hi pot veure la plana de Sant Mateu, el mar i bona part de les serralades del Maestrat. S'hi accedeix pel sender PR-CV 202 o per la pista forestal que enllaça amb l'ermita de la Mare de Déu dels Àngels.

## Història

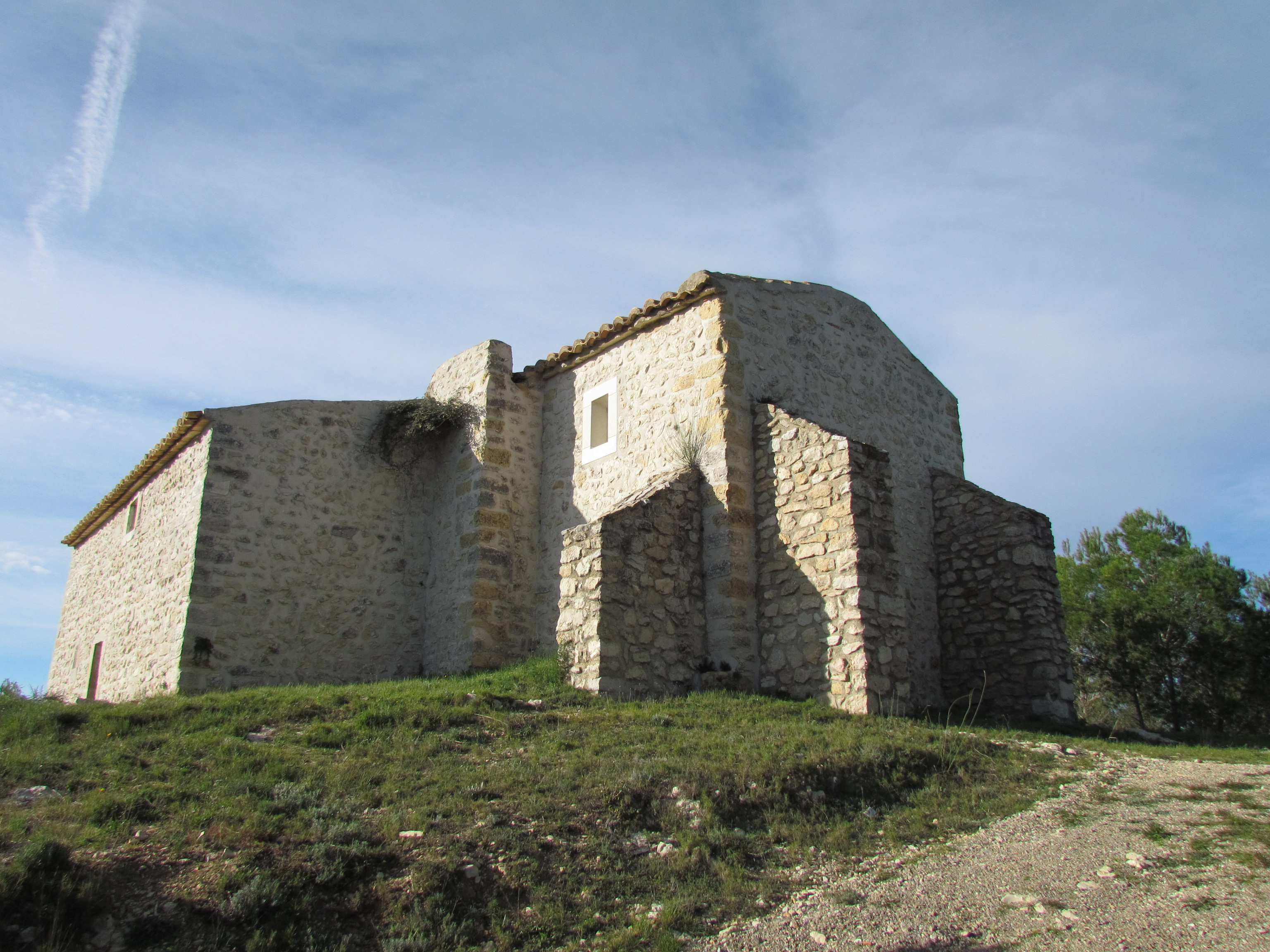
Absis i casa de l'ermità

Obra de finals del segle xiv o principis del sigle XV. Durant la segona part del segle xx queda abandonada l'ermita, sense romeries ni culte, i l'edifici anava deteriorant-se fins a la restauració de l'any 1994. És un Bé de Rellevància Local amb la categoria de Monument d'Interès Local per la Disposició Addicional Quinta de la Llei 5/2007, de 9 de febrer, de la Generalitat Valenciana, del Patrimoni Cultural Valencià.

## Arquitectura
Petit temple de nau única, amb bancada de pedra adossada interiorment al llarg dels murs, que es comunica mitjançant un arc apuntat amb un absis més estret que té forma quadrada i està cobert de volta d'arestes, amb nervis acabats en una clau decorada. La façana, molt senzilla i tota de maçoneria menys els cantons i obertures, que estan reforçats amb carreus, presenta una portada d'arc de mig punt, una finestra menuda a un costat, i a la part superior, una espadanya.
Adossada al temple es troba la casa de l'ermità, amb porta d'entrada de cara al mar.

## Festivitat i tradicions
La festa del sant se celebra el 10 de juliol, amb una petita romeria formada majorment per camioners, que en arribar a l'ermita assisteixen a missa i els beneeixen els banderins que porten als camions. Abans, la vespra de la festa es feia una foguera a la porta de l'església que durava fins ben entrada la nit, anunciant la festa.
Quan existia l'ermità, aquest tenia el dret de demanar almoina per la vila tots els diumenges i dies de processons generals.